# Вулиця В'ячеслава Чорновола (Калуш)
Вулиця В'ячеслава Чорновола з'єднує центральну частину міста Калуша з історичними районами Новий Калуш і Баня. Пролягає від майдану Шептицького і переходить у Фабричну на перехресті з вулицею Вітовського. До вулиці Чорновола прилучаються Петрушевича, Белея, Європейська, Помаранчевої революції.

## Історія
Є однією з найстаріших вулиць Калуша, що починалася від Львівських воріт міста і вела до солеварного приміського села Баня. Була основою передмістя і копалень для добування солі. Після приєднання Галичини до Австрії вулиця стала віссю побудови німецької колонії Новий Калуш та підприємства з видобування калійних солей. Здавна з'єднувала центральну приватну частину міста із калійним комбінатом. Вся вулиця забудована в час австрійського панування і будинки на ній автентичні згаданій добі.
На вулиці також довгий час існував польський міст (до демонтажу після повені 2008 року). 10 років вулиця була розірвана на дві частини річкою Сівка, мляво велися будівельні роботи. Колись вулиця була вимощена гранітною бруківкою, яка була варварськи здерта екскаваторами 1978 року. Що ж до назви вулиці, то за Австрії вона називалася «Салінарна», за Польщі її було перейменовано на «Пілсудського», а в післявоєнний період її назвали «Леніна». У кінці 1980-их знову змінює назву і стає «Шахтарською». Її остаточна назва утвердилася 30.03.1999, коли перейменована на честь трагічно загиблого українського політичного діяча В'ячеслава Чорновола, пам'ятна дошка якому встановлена на фасаді Палацу культури «Мінерал» 25 березня 2001 року — в день третьої річниці загибелі (автор — Ігор Семак).

## Сьогодення
Нині по два боки вулиці розміщена польсько-австрійська забудова початку ХХ століття. Виняток становлять декілька будівель: Палац культури «Мінерал» (введений 31.08.1953) та пологовий будинок (збудований у 50-ті рр. ХХ століття), готель «Меркурій» та стадіон «Хімік» (1951 р.). Поряд з будинком культури «Мінерал» розташований затишний сквер, у якому в 2011 р. встановили пам'ятник депортованим з Польщі українцям (скульптор — І. Семак). Гнітюче враження справляє комплекс будівель колишнього калійного комбінату в кінці вулиці.

## Стара забудова

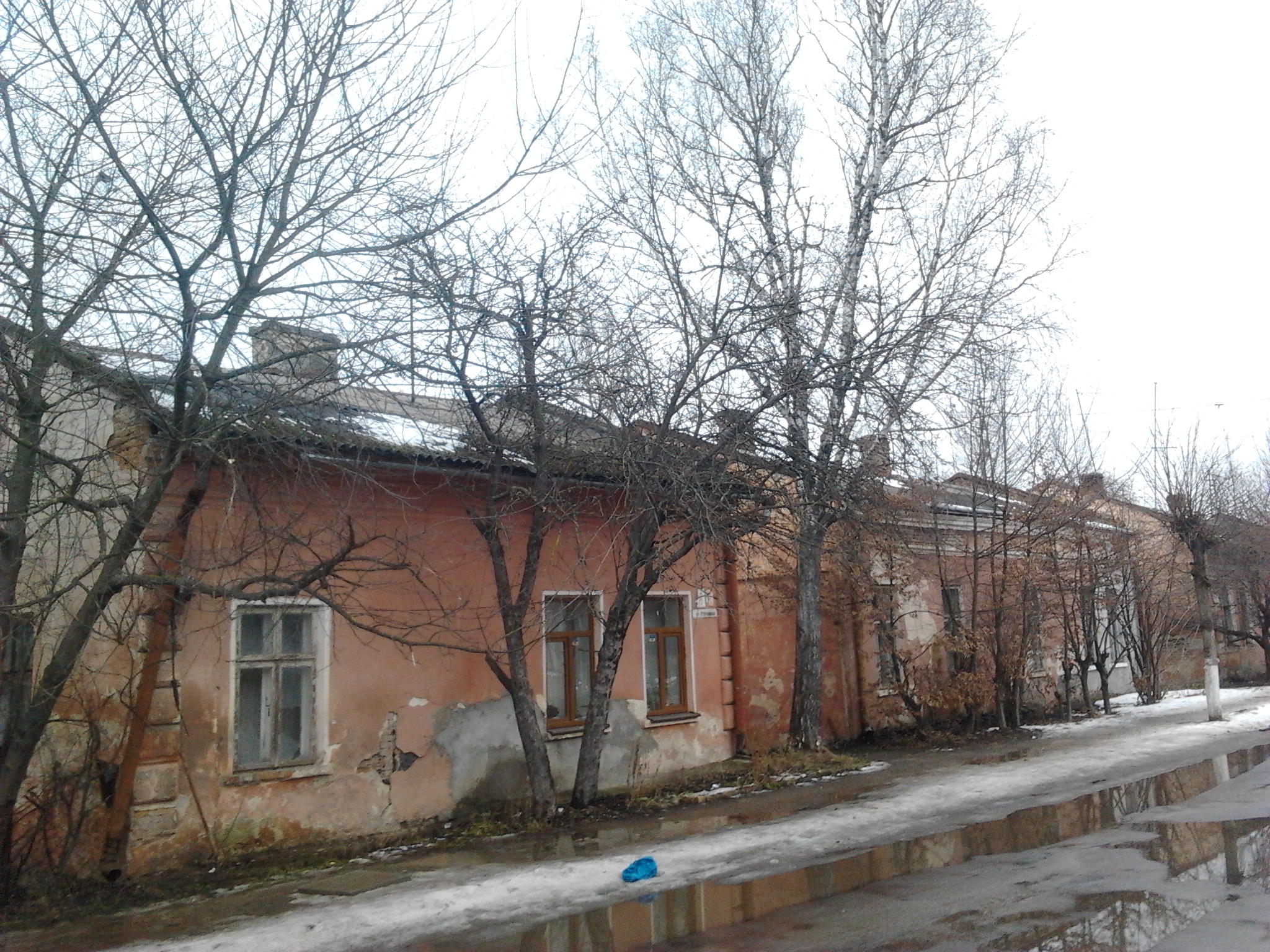
Одноповерхівки часів Польщі
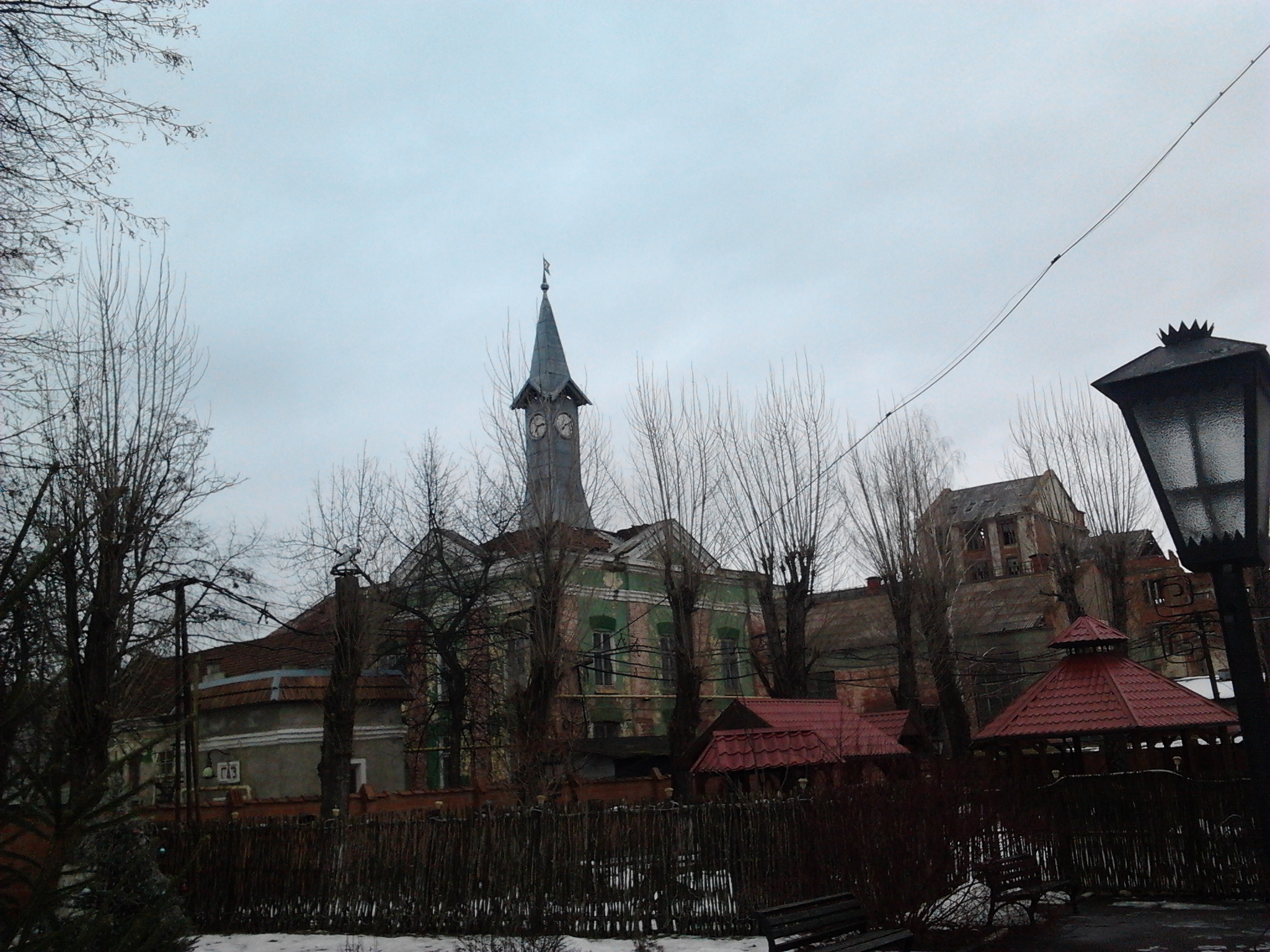
Адмін. будівля Калійного комбінату

## Нова забудова

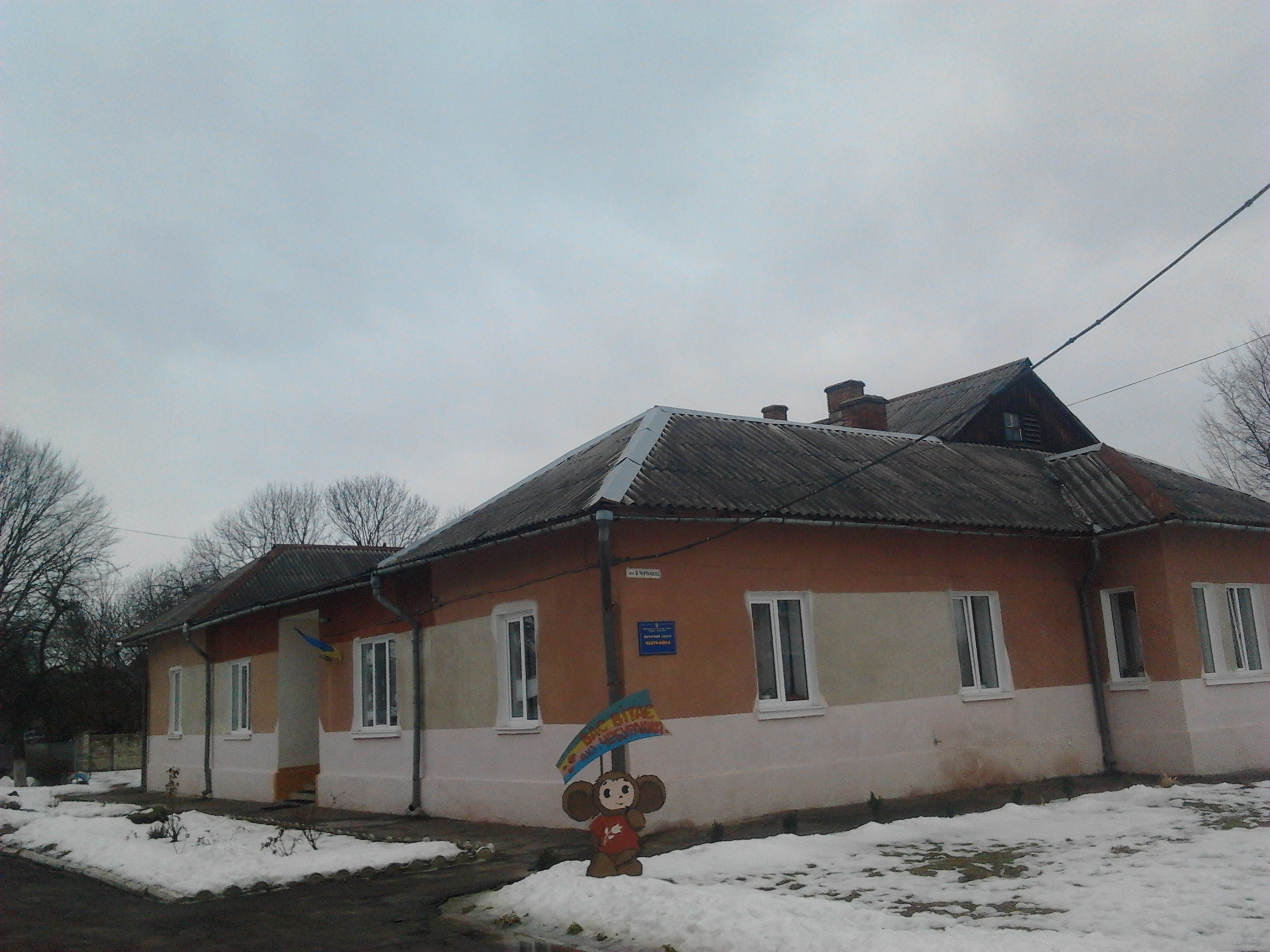
Дитячий садок «Чебурашка»
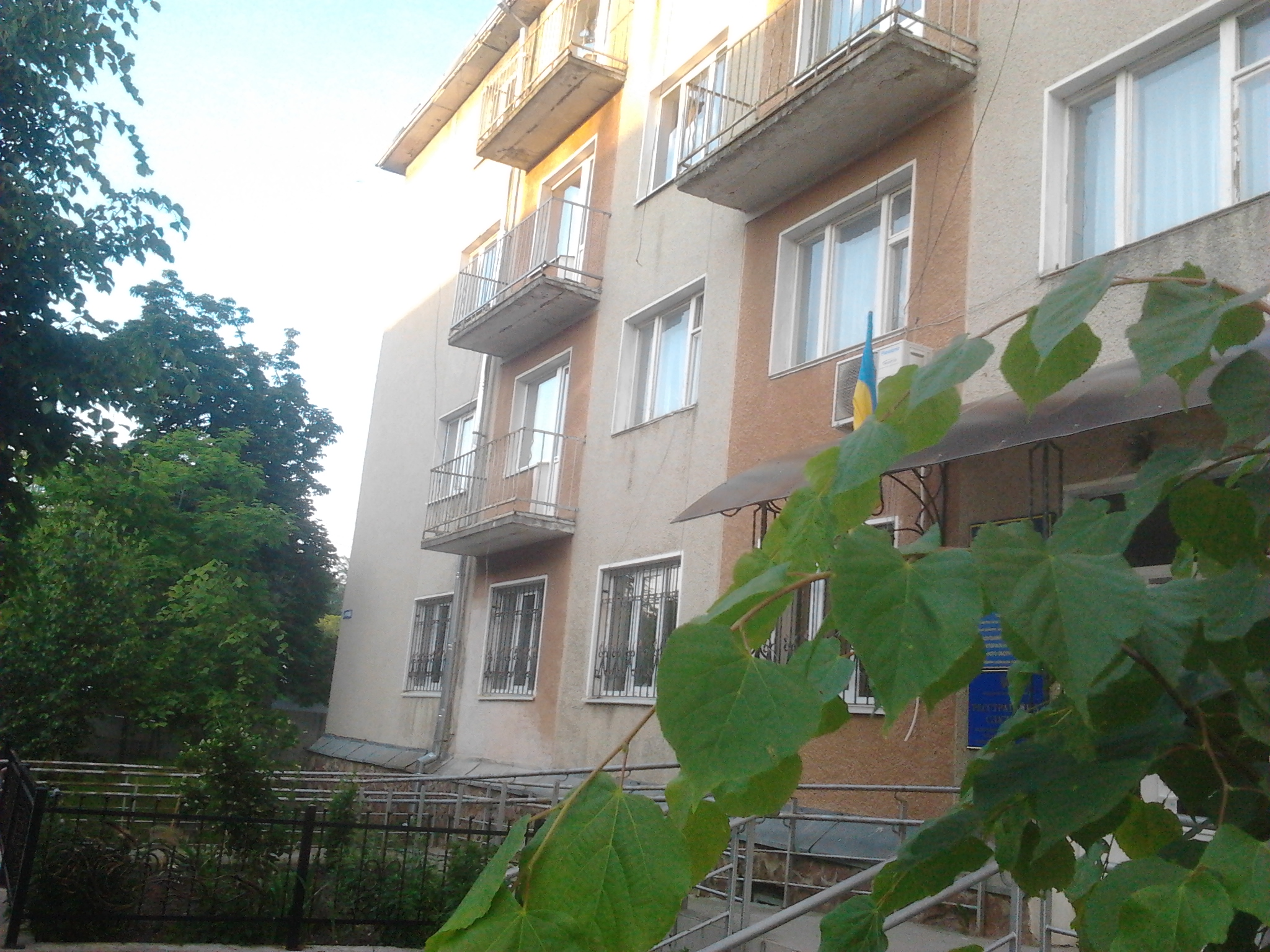
Колишній пологовий будинок
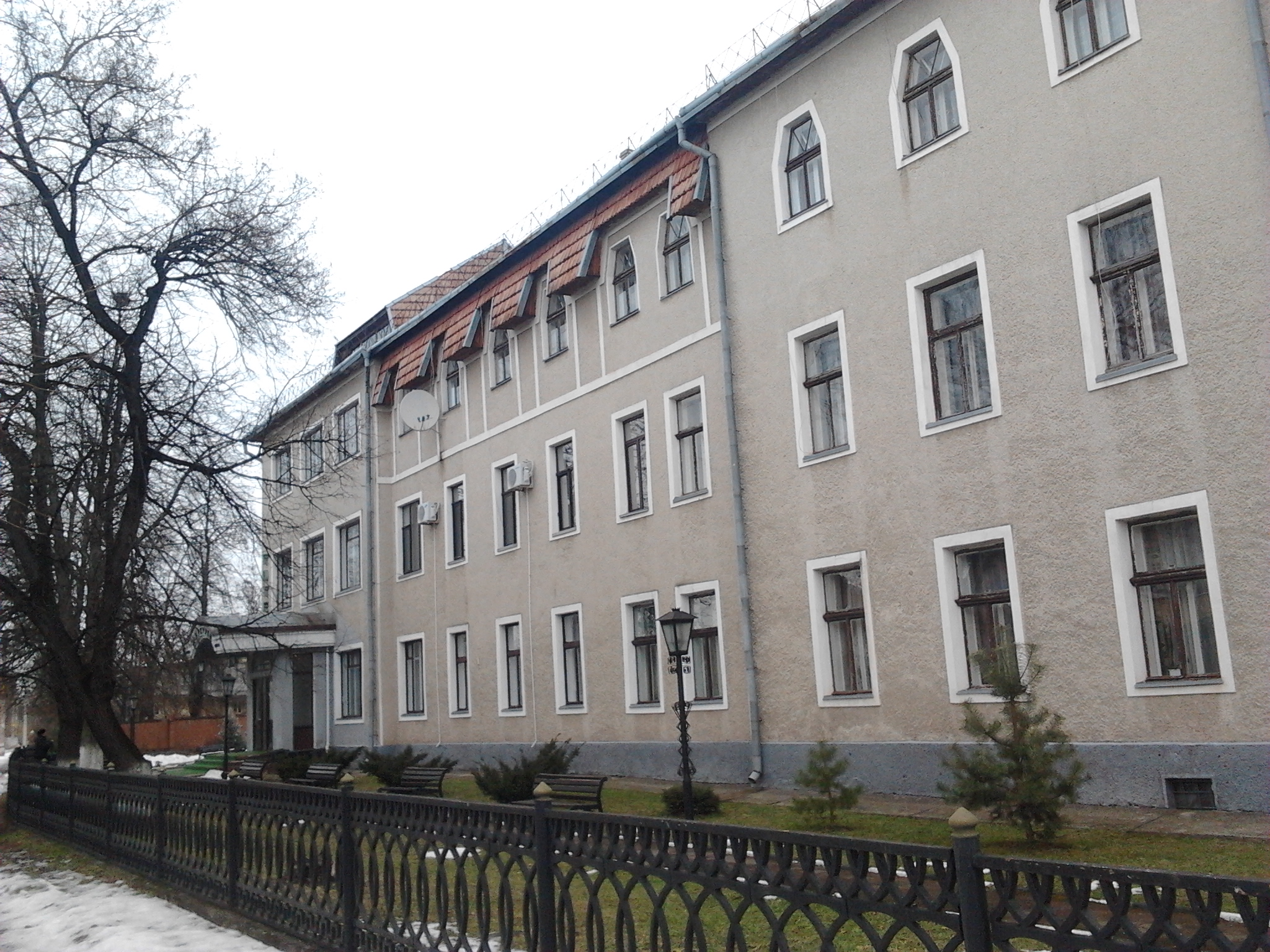
Готель «Меркурій»
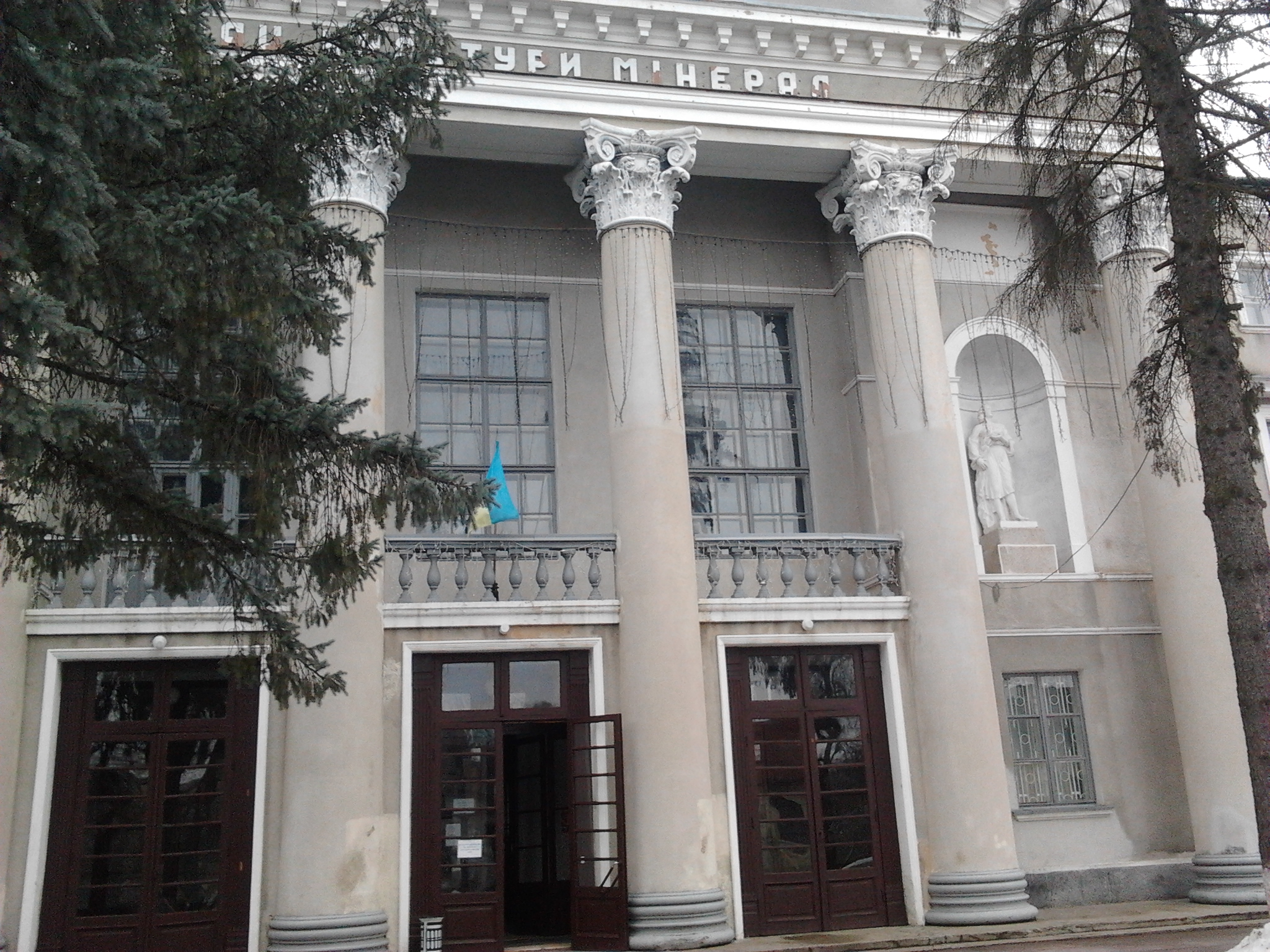
Палац культури «Мінерал»
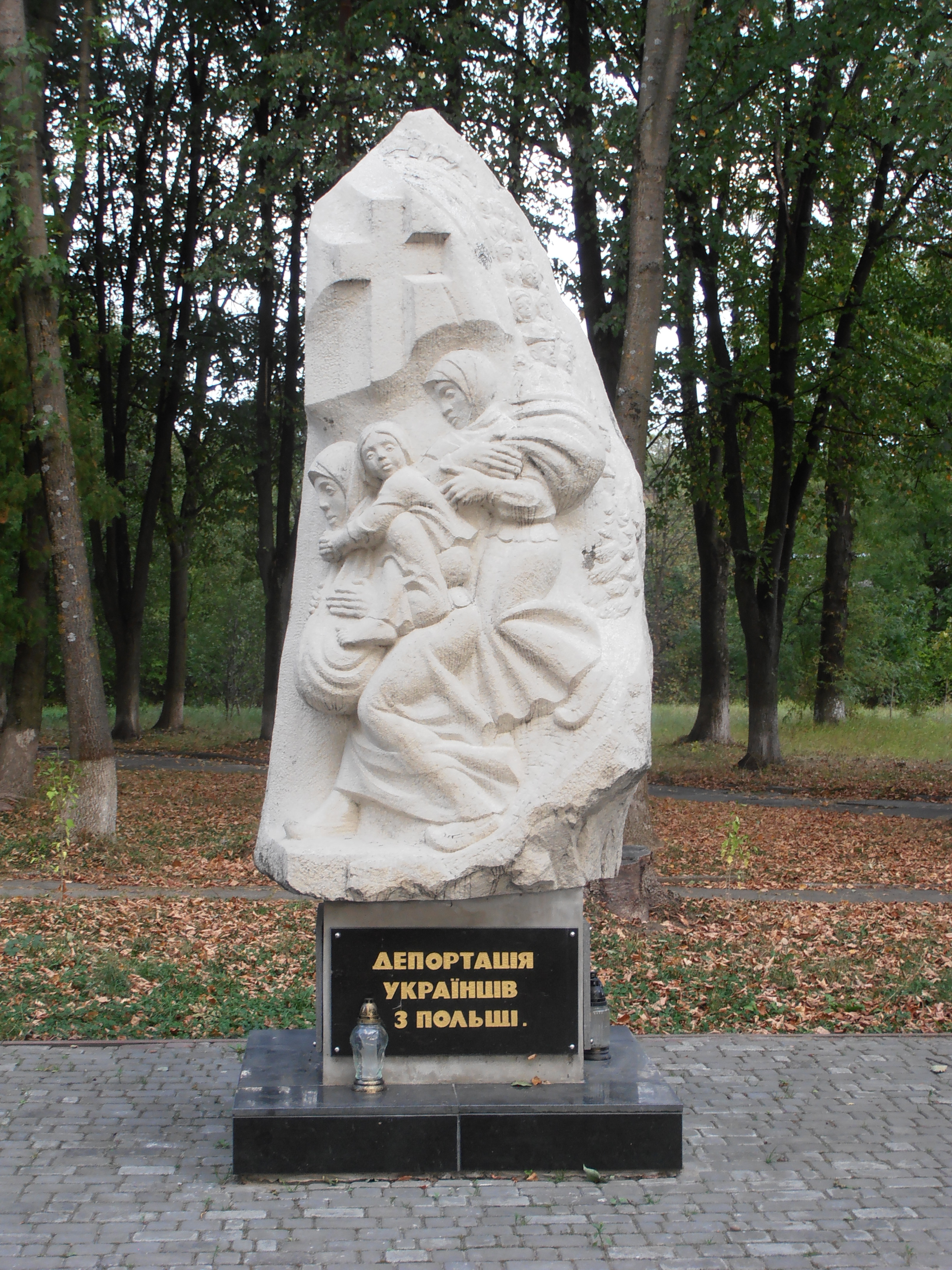
Монумент переселенцям з Польщі
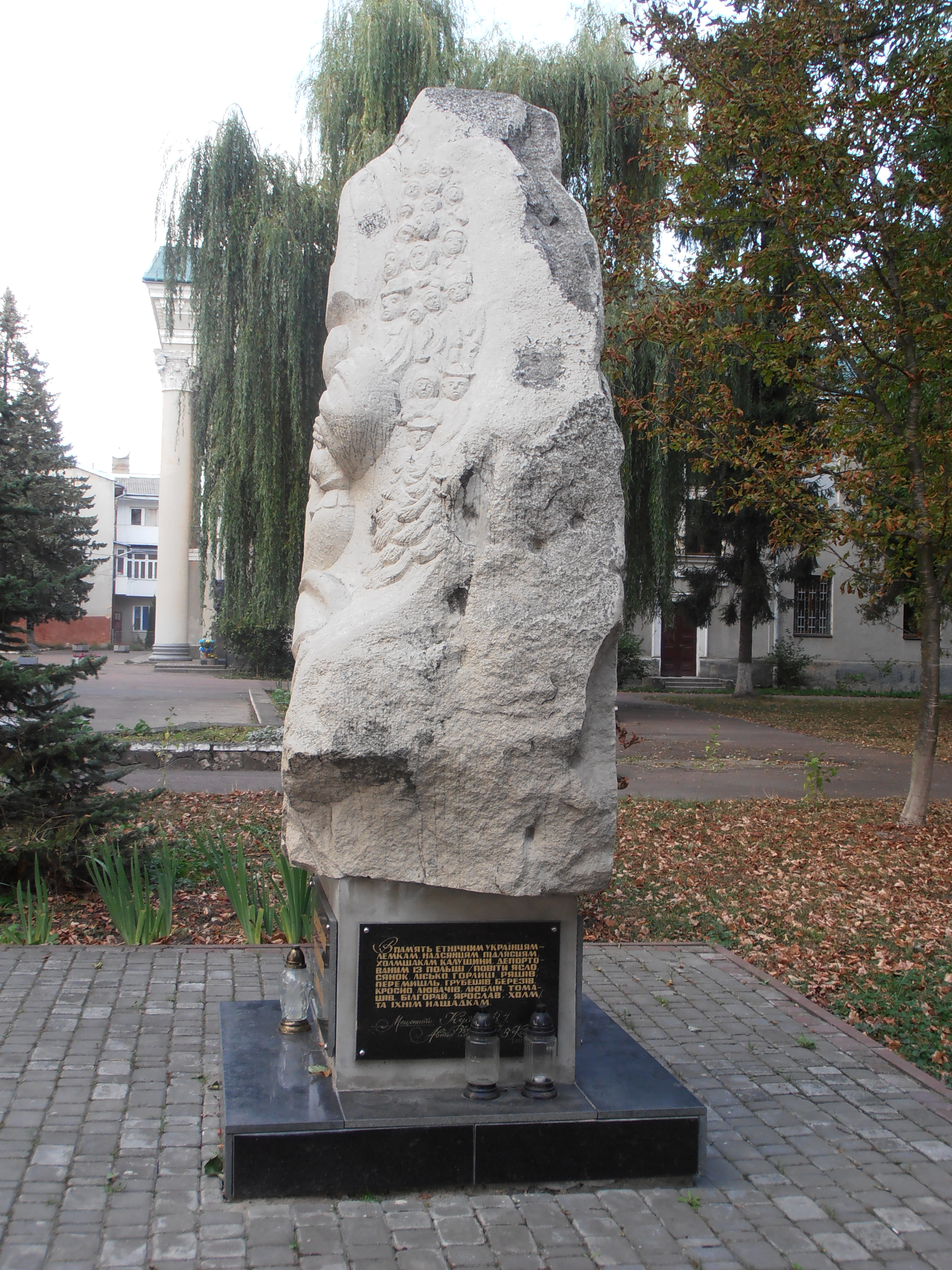
Монумент переселенцям з Польщі (справа)
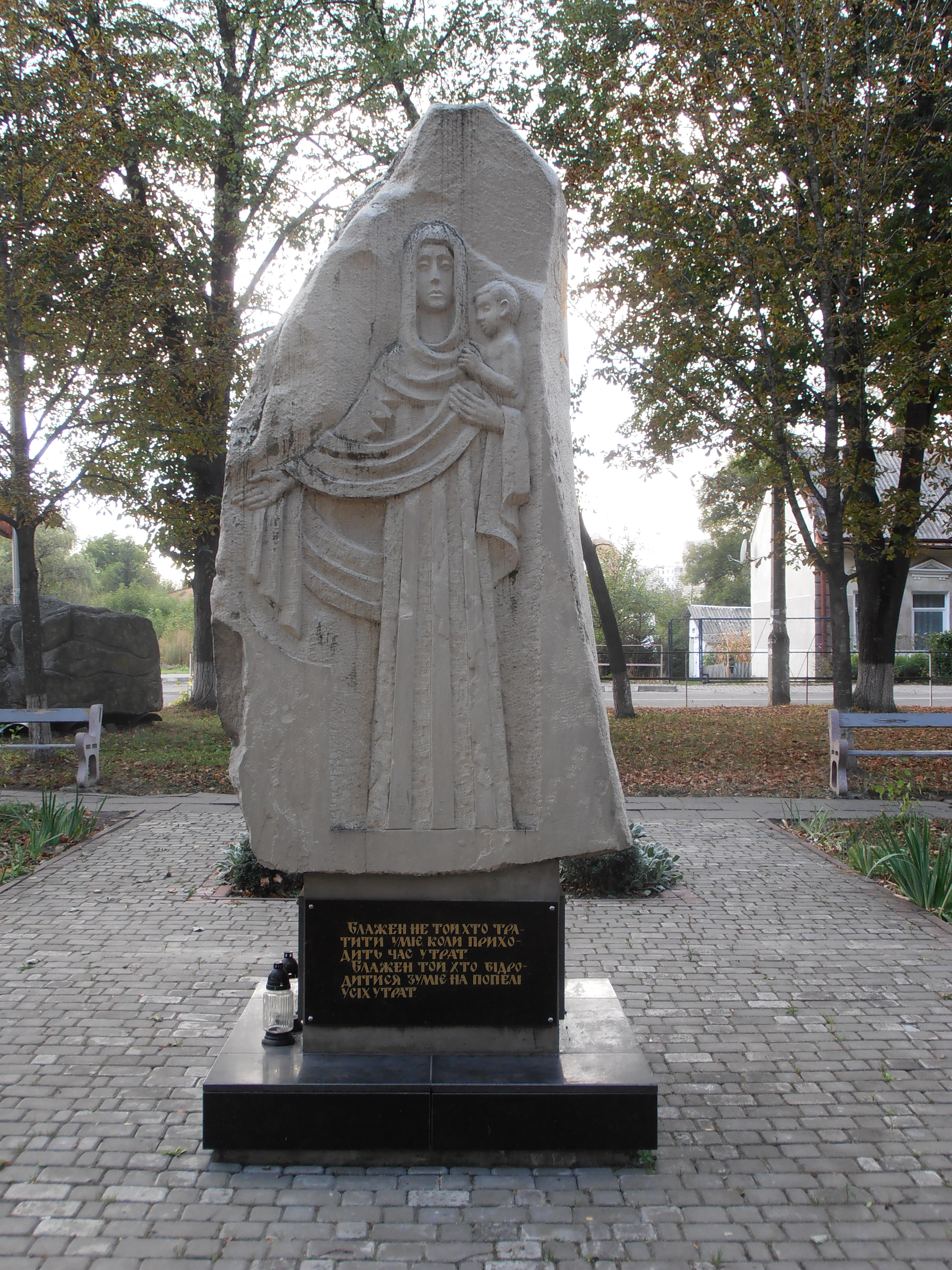
Монумент переселенцям з Польщі (з тилу)
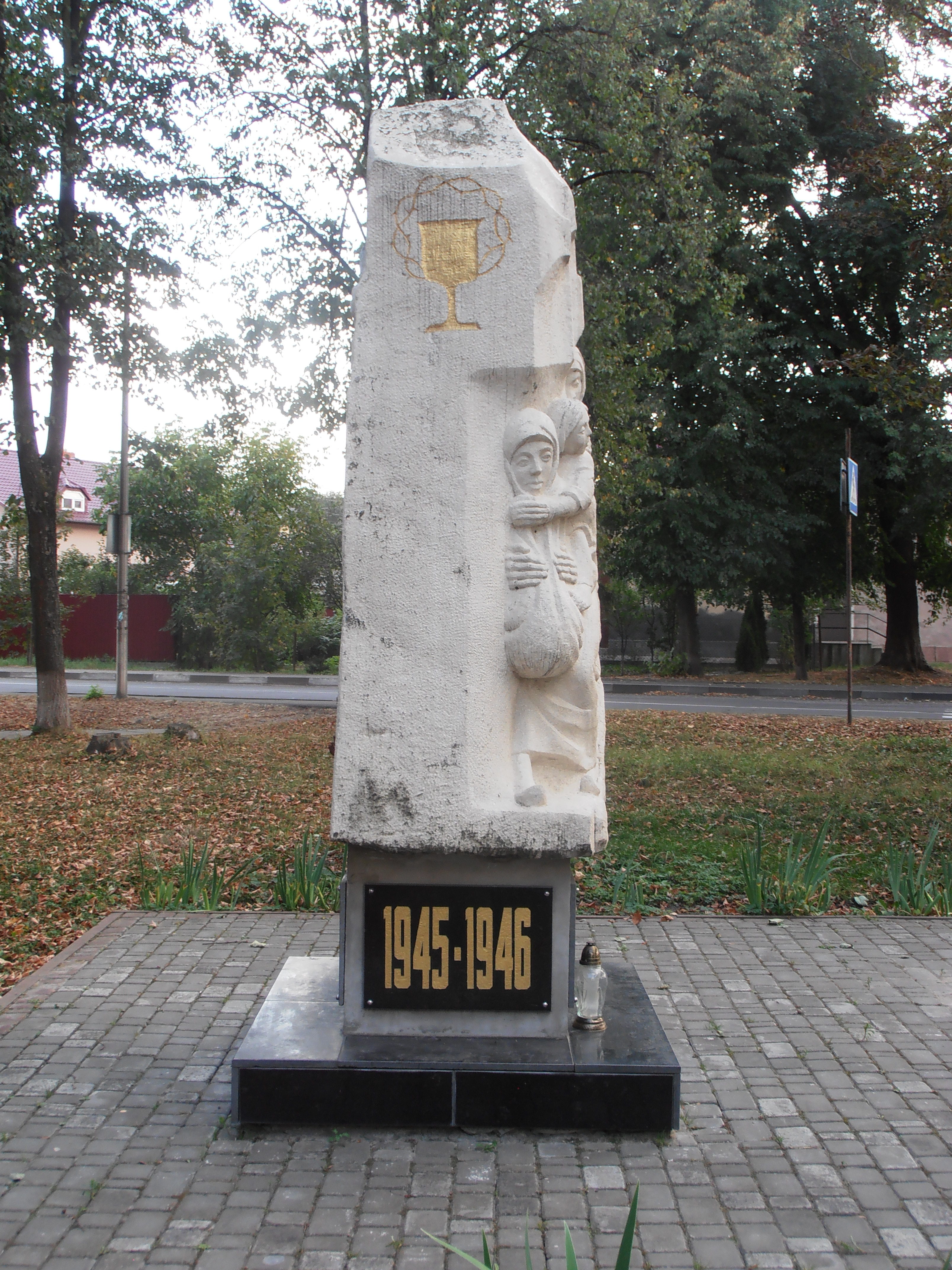
Монумент переселенцям з Польщі (зліва)

## Інше

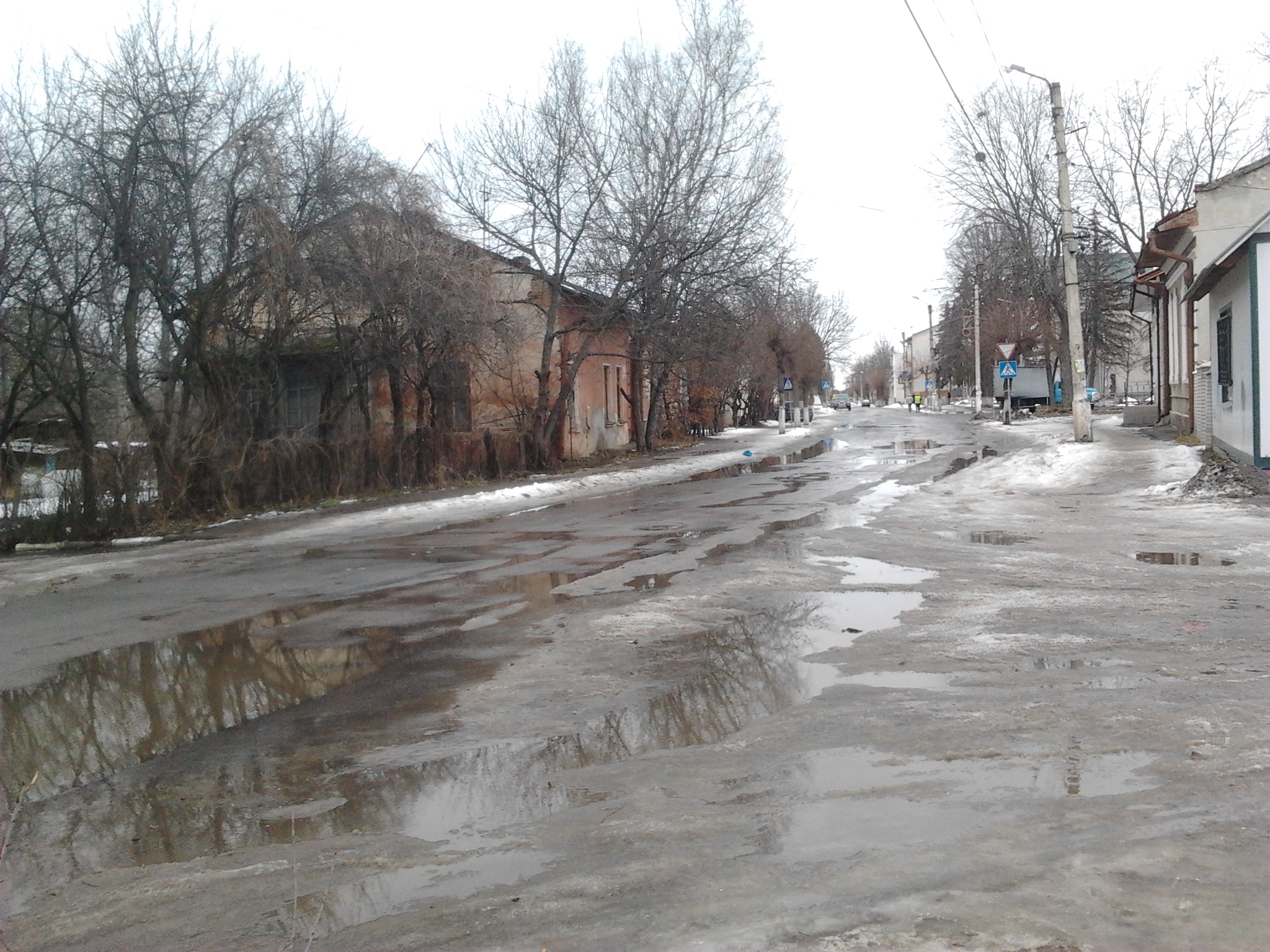
Зношене асфальтове покриття
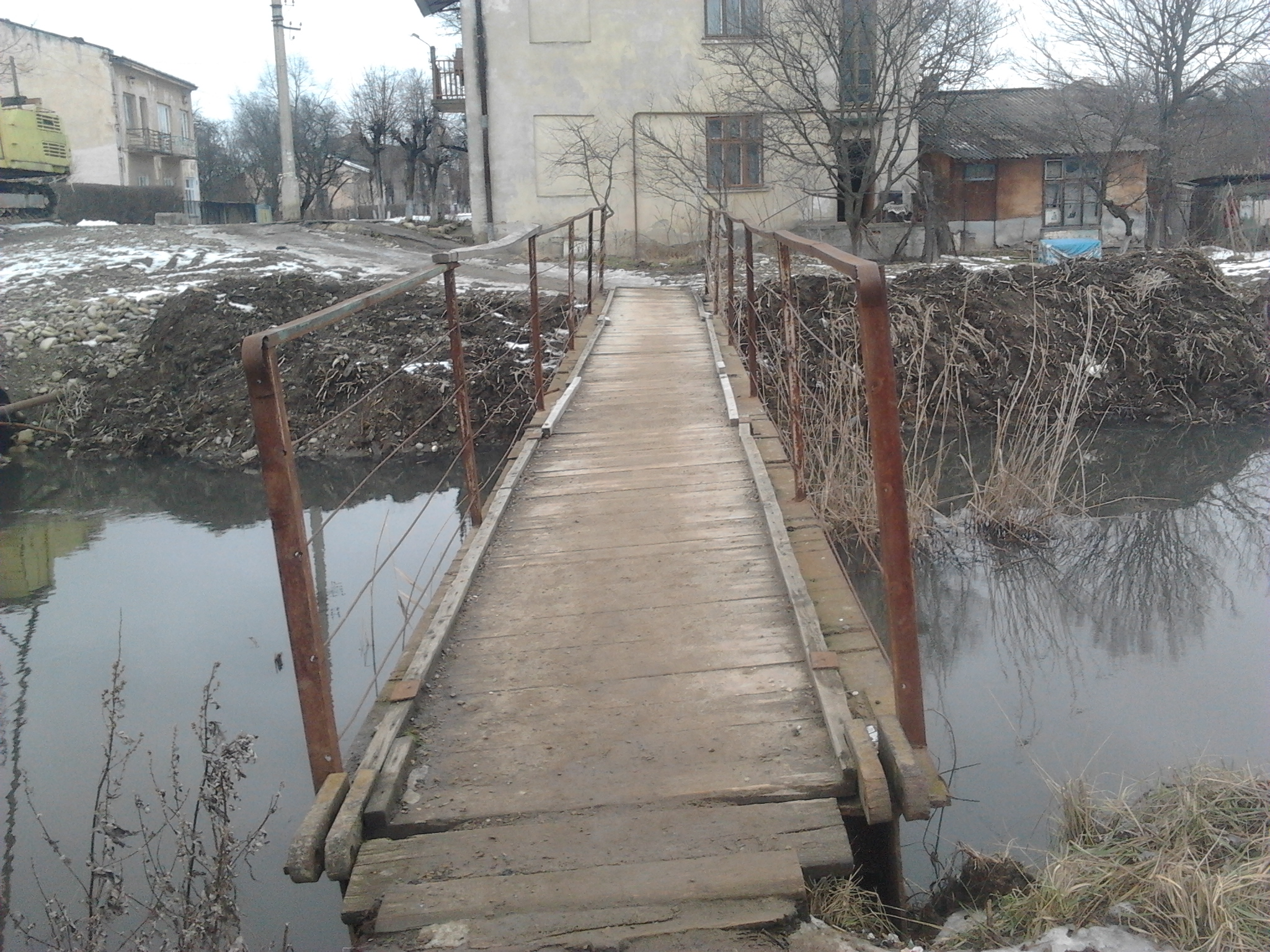
Тимчасова кладка через р. Сівка на місці зруйнованого бетонного моста (повінь 2008 року)